# Oberea sanguinalis
Oberea sanguinalis är en skalbaggsart som först beskrevs av Hermann Julius Kolbe 1893.  Oberea sanguinalis ingår i släktet Oberea och familjen långhorningar.
Artens utbredningsområde är:
- Benin.
- Togo.

Inga underarter finns listade i Catalogue of Life.